# Jaime Frías
Jaime Frías Flores (Los Angeles, 18 februari 1993) is een Amerikaans betaald voetballer. In 2014 werd hij door Guadalajara verhuurd aan Indy Eleven uit de North American Soccer League.

## Clubcarrière
Frías genoot zijn jeugdopleiding bij het Mexicaanse Guadalajara. Op 18 juli 2013 werd hij uitgeleend aan het Amerikaanse Chivas USA. Op 30 september 2013 maakte hij tegen San Jose Earthquakes zijn debuut. Guadalajara verhuurde hem het seizoen daarop uit aan Indy Eleven uit de North American Soccer League.